# Несмиян, Юрий Михайлович
Юрий Михайлович Несмиян (укр. Юрій Михайлович Несміян; 25 августа 1939, Чугуев, Харьковская область, Украинская ССР, СССР) — советский футболист, нападающий. Позже — тренер. Мастер спорта СССР (1966). Младший брат Евгений также футболист.

## Биография
Родился в Чугуеве, после чего семья переехала в Харьков. Несмеян жил в харьковском районе Основа. В детстве занимался волейболом, баскетболом и футболом. Окончил девять классов, после чего поступил в Харьковский институт инженеров железнодорожного транспорта на специальность «инженер-механик». На третьем курсе Несмеяна приглашали в «Авангард», а спустя год в «Торпедо». В «Авангард» его приглашал Виталий Зуб.
В 1962 году стал выступать в составе торпедовцев в первой лиге, когда команду тренировал Николай Семёнович Усиков. По итогам первого сезона в команде харьковчане покинули второй по силе дивизион советского футбола. В том сезоне Несмеян вместе с Николаем Мачулой стал лучшим бомбардиром команды с двенадцатью забитыми голами. С 1964 года по 1966 год Несмеян играл за харьковский «Аванград» в первой лиге. Дебютировал за харьковский клуб 7 июня 1964 года в ничейном выездном поединке против краснодарской «Кубани» (2:2). Отличился дебютным голом в футболке харьковского клуба 25 июня 1964 года в проигранном поединке против ташкентского «Пахтакора» (1:4).
1967 год провёл в харьковском «Торпедо» и стал лучшим бомбардиром команды с 21 забитым голом. В своей зоне второй лиге торпедовцы заняли второе место, а в финальном турнире — четвёртое место. В 1968 году перешёл в полтавский «Сельстрой», который впервые вышел в первую лигу. За полтавчан играл на протяжении двух лет и являлся игроком основного состава. В 1970 году по приглашению Виктора Жилина стал игроком житомирского «Автомобилиста», который выступал во второй лиге. Несмеян играл за команду на протяжении трёх сезонов и три года подряд являлся лучшим бомбардиром команды. Вместе с клубом становился победителем Кубка Украинской ССР. Завершил карьеру в 1972 году в связи с рождением второго ребёнка.
По окончании карьеры футболиста Виталий Зуб пригласил Несмяна стать детским тренером харьковской ДЮСШ-9. Затем работал в школе высшего спортивного мастерства и на отделение футбола харьковского спортинтерната. В 1991 году являлся главным тренером харьковского «Маяка» в последнем розыгрыше Второй низшей лиги СССР. «Маяк» тогда занял последнее место в турнире.
Среди его воспитанников такие футболисты как Сергей Кандауров и Олег Стороженко, Дмитрий Нерубенко, Дмитрий Федота, Владислав Дуюн, Андрей Дикань, Виктор Сусло, Владислав Кравченко, Сергей Умен, Сергей Свистун, Ясин Хамид и Вячеслав Хруслов.

## Стиль игры
В командах, в которых выступал Юрий Несмеян, его, в основном видели на позиции чистого нападающего. Иногда играл в полузащите, а накануне ухода из «Авангарда» выступал на позиции защитника. При этом в ряде товарищеских матчей даже на этой позиции отмечался забитыми мячами. Самому же игроку, по его словам, нравилась позиция оттянутого форварда. Сильные стороны — смелый, взрывной, удачно действовал головой, при необходимости мог отойти и помогать в отборе мяча игрокам группы обороны (за это часто критиковался тренерами).